# Angitia ochriplaga
Angitia ochriplaga är en fjärilsart som beskrevs av George Francis Hampson 1910. Angitia ochriplaga ingår i släktet Angitia och familjen nattflyn. Inga underarter finns listade i Catalogue of Life.